# Dotta callicles
Dotta callicles is een vlinder uit de familie van de dikkopjes (Hesperiidae). De soort is voor het eerst wetenschappelijk beschreven als Cyclopides callicles door William Chapman Hewitson in een publicatie uit 1868.

## Verspreiding
De soort komt voor in tropisch Afrika waaronder Nigeria, Kameroen, Ethiopië, Somalië, Oeganda, Kenia, Tanzania, Angola, Zambia, Malawi, Mozambique, Namibië, Botswana, Zimbabwe, Zuid-Afrika en Swaziland.

## Waardplanten
De rups leeft op soorten van de grassenfamilie (Poaceae) waaronder Enteropogon macrostchyus, Imperata cylindrica en Megathrysus maximus.